# The Cider House Rules
The Cider House Rules is een Amerikaanse film uit 1999, geregisseerd door Lasse Hallström. Hij is gebaseerd op het boek The Cider House Rules uit 1985 van John Irving.

## Verhaal
Homer Wells is een wees die zijn hele leven heeft doorgebracht in een weeshuis. Volgens dokter Larch is Homer wel enkele keren meegegaan met adoptie-ouders, maar telkens weer teruggebracht omdat hij een huilbaby was. Daarom voedde dokter Larch hem op als zijn eigen zoon. In de jaren dat Homer opgroeit fungeert hij steeds meer als assistent van Dokter Larch. Het weeshuis neemt kinderen op van ongehuwde moeders. Maar dr. Larch voert ook abortussen uit, iets waar Homer morele bezwaren tegen heeft. 
Larch wordt ouder en zijn vitaliteit gaat achteruit. Daarom wil het comité van weeshuizen een nieuwe dokter aanstellen. Larch ziet het liefst dat Homer deze taak op zich neemt, maar Homer heeft andere plannen. Hij wil de wijde wereld in en kan een lift krijgen van een patiënt Candy Welsh en haar vriend Wally.
Hij mag in de appelboomgaard van Wally's moeder gaan werken. Hij plukt appels en werkt mee aan de ciderproductie.  Hij beleeft er de tijd van zijn leven. Hij verblijft daar in de zomertijd en bouwt een relatie op met Candy. En tijdens de winter doet hij allerlei andere werkzaamheden totdat het nieuwe zomerseizoen begint. 
In de slaapzaal hangt een lijst met vrij onzinnige huisregels, de regels van het ciderhuis. Ze staan symbool voor leefregels die ver van de praktijk kunnen staan. 
Homer krijgt te maken met een zwangerschap van Rose, die zwanger is gemaakt door haar vader Mr. Rose. Maar hij heeft morele bezwaren tegen abortus. In een gesprek met de collega's over de onzinnige regels van het ciderhuis beseft hij dat je soms moet besluiten om regels niet op te volgen. Samen verbranden ze de lijst. Dit is het symbool van het moment dat hij afstand kan nemen van morele conventies. Hij voert de abortus van Rose uit.
Dr. Larch is blijven corresponderen met Homer. Hij vindt dat Homer een volwaardig arts is, vervalst een cv en diploma's en beveelt hem bij het bestuur aan als zijn opvolger. Hij smeekt Homer terug te komen. Uiteindelijk komt Homer er achter waar zijn werkelijke plaats in het leven is en keert hij terug naar het weeshuis. Na het overlijden van Dr. Larch accepteert hij de aanstelling als diens opvolger. Hij kan nu zijn morele bezwaren opzij zetten om dat met de vervalste diploma's te doen.

## Rolverdeling
| Acteur          | Personage         |
| --------------- | ----------------- |
| Tobey Maguire   | Homer Wells       |
| Charlize Theron | Candy Welsh       |
| Michael Caine   | Dr. Wilbur Larch  |
| Paul Rudd       | Wally Worthington |
| Delroy Lindo    | Mr Rose           |
| Erykah Badu     | Rose Rose         |
| Kieran Culkin   | Buster            |
| Jane Alexander  | Zuster Edna       |
| Kate Nelligan   | Olive Worthington |

## Prijzen
- Winnaar Oscar voor beste mannelijke bijrol (Caine)
- Winnaar Oscar voor beste bewerkte scenario (Irving)
- Genomineerd voor een Oscar voor beste film
- Genomineerd voor een Oscar voor beste regie (Hallström)
- Genomineerd voor een Oscar voor beste originele muziek (Portman)
- Genomineerd voor een Oscar voor beste montage (Churgin)
- Genomineerd voor een Oscar voor beste productieontwerp (Gropman & Rubino)

## Buitenlandse namen
- The Cider House Rules (Engeland)
- De Regels van het Ciderhuis (Nederland)
- Cider House Rules - Gottes Werk und Teufels Beitrag (Duitsland en Zwitserland)
- Le Regole Della Casa Del Sidro (Italië)
- Siderhusreglene (Noorwegen)